# Stark Turbulent D.31D
Die Stark Turbulent D.31D ist eines der ersten Flugzeugmuster, das nach der Wiederzulassung der Luftfahrt nach dem Zweiten Weltkrieg in Deutschland gebaut wurde.
Von der Turbulent D.31D wurden im Laufe der Jahre bei dem Luftfahrtunternehmen Stark Flugzeugbau KG in Minden, Westfalen 35 Stück produziert, die den deutschen Zulassungsvorschriften entsprachen. Die Basis war die leichtere und kleinere Amateurversion der französischen Druine D.31. Ein Exemplar der 1957 gebauten Maschine mit der Zulassung D-ENEK steht heute im Deutschen Museum in München.

## Technische Daten
| Kenngröße            | Daten |
| -------------------- | --- |
| Konstrukteur         | Wilhelm Stark |
| Bauart               | Leichtflugzeug, einsitziger Tiefdecker, Holzrumpf und Tragflächen in Rippenbauweise Stoff bespannt.                                                 |
| Fahrwerk             | lenkbares Spornfahrwerk |
| Spannweite           | 7,15 m |
| Startmasse           | 350 kg |
| Reisegeschwindigkeit | 160 km/h |
| Triebwerk            | Luftgekühlter Vierzylinder-VW-Boxermotor mit 33,1 kW Leistung und magnetischer Doppelzündung (Bezeichnung: Stamo 1400) mit Zweiblatt-Holzpropeller. |